# Nagid
Nagid (hebr נגיד. przywódca, władca, książę) – w średniowieczu tytuł nadawany reprezentantom lokalnych wspólnot żydowskich w krajach muzułmańskich i niektórych krajach chrześcijańskich. Pierwotnie tytuł ten nosił zastępca egzylarchy. Jako tytuł przywódczy wystąpił prawdopodobnie po raz pierwszy w Egipcie w X w. n.e. Używano go zwłaszcza w krajach Maghrebu i Hiszpanii. Z czasem utracił on swoje oficjalne znaczenie i zaczęto tak nazywać osoby znaczne w gminie, zwłaszcza bogaczy. W sztetlach Europy Wschodniej posługiwano się słowem z języka jidisz negidisz, które etymologicznie wywodzi się od nagid.